# Reijo Mikkolainen
Reijo Kalevi Mikkolainen, född 14 maj 1964 i Birkala, är en finländsk före detta professionell ishockeyspelare.
Mikkolainen blev olympisk silvermedaljör i ishockey vid vinterspelen 1988 i Calgary.
Mikkolainen har blivit finsk mästare i ishockey 7 gånger under sin karriär, 4 gånger med Tappara och 3 gånger med TPS.